# Nina Petrova
Pour les articles homonymes, voir Petrov.
Nina Petrova (russe : Нина Петрова ; 27 juillet 1893 – 1er mai 1945) est une tireuse d'élite pendant la Guerre d'Hiver et la Seconde Guerre mondiale. Elle est créditée de 122 tués, faisant d'elle l'une des tireuses d'élite les plus victorieuses de la guerre. Elle est décorée à titre posthume de l'Ordre de la Gloire de 1re classe le 29 juin 1945, faisant d'elle l'une des quatre femmes à avoir reçu les trois classes.

## Enfance et éducation
Petrova est née en 1893 dans une famille russe à Lomonossov au sein de l'Empire russe. Son père est un officier de la marine russe, mais il meurt peu après sa naissance ce qui pousse la famille à déménager à Saint-Pétersbourg. Sa mère élève seule ses cinq enfants et après avoir terminé l'école secondaire, Petrova s'inscrit dans une école de commerce. Trois ans plus tard, la famille déménage à Vladivostok où Petrova travaille comme comptable en journée et étudie la nuit. Elle déménage finalement à Reval (aujourd'hui Tallinn en Estonie) et trouve un emploi dans un chantier naval. Au cours de la révolution de 1917, elle réside à Lodeïnoïe Pole dans l'Oblast de Pétrograd, puis déménage à Léningrad avec sa fille en 1927. Elle y travaille en tant que professeur de gymnastique et est active dans de nombreux sports, y compris l'équitation, le cyclisme, l'aviron, la natation, le basket-ball, le ski, le hockey et le patinage. De 1934 à 1935, elle est la capitaine de l'équipe féminine de hockey sur glace du district militaire de Léningrad. Avec l'amélioration de ses compétences en tir de précision, elle entre dans une école pour tireurs d'élite et devient une instructrice certifiée.
Nina Petrova est la tante de Marina Chafroff, résistante russe en Belgique durant la Seconde Guerre mondiale. Condamnée à mort pour le meurtre d'un Allemand, elle est exécutée en 1942.

## Carrière militaire
Petrova combat dans la Guerre d'Hiver avant de faire du bénévolat dans la Grande Guerre patriotique. Au début, elle sert dans la 4e Division de la milice populaire de Léningrad avant d'entrer dans un bataillon médical, même si elle est trop âgée pour être incorporée. En novembre 1941, elle est transférée comme tireuse d'élite au 1er Bataillon d'infanterie du 284e Régiment d'infanterie de la 86e Division de fusiliers de Tartu, où elle gravit les échelons jusqu'au grade de sergent-major (starchina). Durant la bataille de Léningrad, elle forme d'autres soldats de l'Armée rouge en tant que tireurs d'élite en plus de participer directement à la lutte.
Le 16 janvier 1944, dans le village de Zaroudiny dans l'oblast de Léningrad, elle prend pour cible un  officier ennemi discutant avec un autre soldat. Sa position est découverte, mais elle réussit à se replier sur une autre position et à tuer trois autres ennemis d'être attaquée. De janvier à mars 1944, elle tue 23 soldats ennemis et reçoit l'Ordre de la Gloire de 3e classe le 2 mars pour ses actions à Léningrad. Pour ses actions, elle reçoit aussi la médaille du Mérite en bataille et  la médaille pour la Défense de Léningrad.
Au début d'août 1944, lors de combats sur le troisième front de la Baltique, elle combat dans une bataille près de la gare de Lepassaar en Estonie. Au cours de ces accrochages, elle tue douze soldats ennemis supplémentaires pour lesquels elle reçoit l'Ordre de la Gloire de 2e classe.
Durant les combats sur le Deuxième front biélorusse pour le contrôle d'Elbląg en février 1945, elle fournit une couverture pour son unité par l'attaque des positions ennemies, tuant 32 soldats ennemis, atteignant le nombre de 100 victoires. Pour ses actions à Elbląg, elle est nommée pour être décoré de l'Ordre de la Gloire de 1re Classe, mais ne le reçoit pas. Elle est tuée à l'ennemi le 1er mai 1945, quelques jours avant la fin de la guerre, lors d'une attaque au mortier qui la fait tomber d'une falaise. Tout au long de sa carrière, elle a formé 512 autres tireurs d'élite, tué 122 soldats ennemis, et pris trois combattants ennemis en otage,.

## Distinctions
- Ordre de la Gloire (tous les trois classes)
- Ordre de la Guerre patriotique de 2e Classe
- Médaille pour la Défense de Leningrad